# KVIrc
KVIrc je multiplatformní klient pro systém IRC pod licencí GNU GPL. Je napsaný v jazyce C a k disposici pro Linux, Unix, Microsoft Windows a Mac OS. Jméno původně znamenalo K Visual IRC, kde K odkazovalo k prostředí KDE, na kterém byl program až do verze 2.0.0 závislý.
Mezi podporované standardy patří SSL zabezpečení, IPv6
a podpora Unicode.